# José María Esteban
José María Esteban (n. 27 mai 1954, Lleida, Catalonia, Spania) este un canoist ce a reprezentat Spania, medaliat olimpic. A participat la 2 ediții ale Jocurilor Olimpice (1972, 1976) în care a câștigat o medalie de argint.